# Годарт I фон Бранденбург
Годарт (Готфрид) I фон Бранденбург (на немски: Godart (Gotfrid) I von Brandenburg; † сл. 23 юли 1457) е господар на замък Майзенбург (близо до Ренинген в региона на Щутгарт), Бранденбург и Долендорф (днес част от Бланкенхайм в Северен Рейн-Вестфалия).
Той е син на Йохан I фон Бранденбург, господар на Майзенбург († 1410/1413) и съпругата му Алайде фон Вайлер († 1394), дъщеря на Гозвин фон Вайлер († пр. 1376) и Юта фон Майзенбург († 1387), внучка на Готфрид фон Майзенбург († 1309), дъщеря на Валтер IV/V фон Майзенбург († 1339/1342) и Катарина фон Берг († сл. 1341).
Внук е на Фридрих II фон Бранденбург († 1363/1369) и правнук на Херман I фон Бранденбург († 1354). Потомък е на бургграф Герхард I фон Вианден († ок. 1094).

## Фамилия
Годарт I фон Бранденбург се жени пр. 8 декември 1425 или пр. 20 юни 1429 г. за Катарина фон Долендорф, наследничка на Долендорф († сл. 3/13 август 1454), дъщеря на Дитрих фон Долендорф († 1403) и Ирмгард фон Еверлинген, наследничка на Еверлинген († пр. 1425). Те имат една дъщеря:
- Анна фон Бранденбург († между 24 юли 1451 и 23 юли 1457), омъжена на 20 юни 1429 г. за граф Симон фон Финстинген-Бракенкопф († 20 март 1477)